# Società Sportiva Juventus Stabia 1980-1981
Questa voce raccoglie le informazioni riguardanti la Società Sportiva Juve Stabia nelle competizioni ufficiali della stagione 1980-1981.

## Stagione
Nella stagione 1980-1981 la Juve Stabia è giunta al 16º posto nel campionato di Serie C2 girone D, quindi retrocede in Serie D.

## Rosa
| N. |                   | Ruolo | Calciatore                |
| -- | ----------------- | ----- | ------------------------- |
|    | Italia (bandiera) | P     | Flavio Pozzani (capitano) |
|    | Italia (bandiera) | P     | Massimo Conti             |
|    | Italia (bandiera) | D     | Gianfranco Lusuardi       |
|    | Italia (bandiera) | D     | Aniello Iaccarino         |
|    | Italia (bandiera) | D     | Agostino Brancale         |
|    | Italia (bandiera) | D     | Gavino Costaggiu          |
|    | Italia (bandiera) | D     | Vincenzo Palmiero         |
|    | Italia (bandiera) | D     | Vittorio Belotti          |
|    | Italia (bandiera) | D     | Giorgio Attardi           |
|    | Italia (bandiera) | D     | Giuseppe Palomba          |
|    | Italia (bandiera) | C     | Mauro Rufelli             |

| N. |                   | Ruolo | Calciatore            |
| -- | ----------------- | ----- | --------------------- |
|    | Italia (bandiera) | C     | Fausto Oliva          |
|    | Italia (bandiera) | C     | Felice Vermiglio      |
|    | Italia (bandiera) | C     | Michele Palomba       |
|    | Italia (bandiera) | C     | Fausto Alimenti       |
|    | Italia (bandiera) | C     | Domenico Giacomarro   |
|    | Italia (bandiera) | A     | Franco Piccinetti     |
|    | Italia (bandiera) | A     | Procolo Iancarelli    |
|    | Italia (bandiera) | A     | Gianfranco Mannarelli |
|    | Italia (bandiera) | A     | Biagio Bianco         |
|    | Italia (bandiera) | A     | Umberto Tonchei       |

## Risultati

### Serie C2

#### Girone di andata
| 28 settembre 1980 1ª giornata | Juventus Stabia | 1 – 2 | Frattese |  |

| 19 ottobre 1980 2ª giornata | Marsala | 0 – 0 | Juventus Stabia |  |

| 9 novembre 1980 3ª giornata | Palmese | 1 – 2 | Juventus Stabia |  |

| 30 novembre 1980 4ª giornata | Juventus Stabia | 0 – 1 | Virtus Casarano |  |

| 21 dicembre 1980 5ª giornata | Monopoli | 1 – 1 | Juventus Stabia |  |

| 18 gennaio 1981 6ª giornata | Potenza | 2 – 1 | Juventus Stabia |  |

| 5 ottobre 1980 7ª giornata | Squinzano | 2 – 1 | Juventus Stabia |  |

| 26 ottobre 1980 8ª giornata | Juventus Stabia | 2 – 1 | Brindisi |  |

| 16 novembre 1980 9ª giornata | Juventus Stabia | 2 – 0 | Alcamo |  |

| 7 dicembre 1980 10ª giornata | Campania | 2 – 0 | Juventus Stabia |  |

| 4 gennaio 1981 11ª giornata | Juventus Stabia | 0 – 0 | Barletta |  |

| 25 gennaio 1981 12ª giornata | Juventus Stabia | 3 – 1 | Martina |  |

| 12 ottobre 1980 13ª giornata | Juventus Stabia | 2 – 0 | Nuova Igea |  |

| 2 novembre 1980 14ª giornata | Savoia | 1 – 1 | Juventus Stabia |  |

| 23 novembre 1980 15ª giornata | Ragusa | 1 – 1 | Juventus Stabia |  |

| 14 dicembre 1980 16ª giornata | Juventus Stabia | 0 – 0 | Sorrento |  |

| 11 gennaio 1981 17ª giornata | Messina | 1 – 0 | Juventus Stabia |  |

#### Girone di ritorno
| 1º febbraio 1981 18ª giornata | Frattese | 1 – 0 | Juventus Stabia |  |

| 22 febbraio 1981 19ª giornata | Juventus Stabia | 0 – 0 | Marsala |  |

| 15 marzo 1981 20ª giornata | Juventus Stabia | 0 – 0 | Palmese |  |

| 12 aprile 1981 21ª giornata | Virtus Casarano | 2 – 1 | Juventus Stabia |  |

| 10 maggio 1981 22ª giornata | Juventus Stabia | 0 – 1 | Monopoli |  |

| 31 maggio 1981 23ª giornata | Juventus Stabia | 1 – 0 | Potenza |  |

| 8 febbraio 1981 24ª giornata | Juventus Stabia | 0 – 0 | Squinzano |  |

| 1º marzo 1981 25ª giornata | Brindisi | 1 – 1 | Juventus Stabia |  |

| 29 marzo 1980 26ª giornata | Alcamo | 2 – 0 | Juventus Stabia |  |

| 26 aprile 1981 27ª giornata | Juventus Stabia | 0 – 0 | Campania |  |

| 17 maggio 1981 28ª giornata | Barletta | 1 – 1 | Juventus Stabia |  |

| 7 giugno 1981 29ª giornata | Martina | 0 – 0 | Juventus Stabia |  |

| 15 febbraio 1981 30ª giornata | Nuova Igea | 1 – 0 | Juventus Stabia |  |

| 7 marzo 1981 31ª giornata | Juventus Stabia | 0 – 0 | Savoia |  |

| 5 aprile 1981 32ª giornata | Juventus Stabia | 5 – 0 | Ragusa |  |

| 3 maggio 1981 33ª giornata | Sorrento | 0 – 0 | Juventus Stabia |  |

| 24 maggio 1981 34ª giornata | Juventus Stabia | 4 – 1 | Messina |  |